# Генсиці (Свентокшиське воєводство)
Генсиці (пол. Gęsice) — село в Польщі, у гміні Лагув Келецького повіту Свентокшиського воєводства.
Населення — 236 осіб (2011).
У 1975-1998 роках село належало до Келецького воєводства.

## Демографія
Демографічна структура на день 31 березня 2011 року:
|          | Загалом | Допрацездатний вік | Працездатний вік | Постпрацездатний вік |
| -------- | ------- | ------------------ | ---------------- | -------------------- |
| Чоловіки | 123     | 32                 | 74               | 17                   |
| Жінки    | 113     | 23                 | 58               | 32                   |
| Разом    | 236     | 55                 | 132              | 49                   |